# Xiaping (ort i Kina, Hubei Sheng, lat 30,06, long 110,13)
Xiaping är en ort i Kina. Den ligger i provinsen Hubei, i den centrala delen av landet, omkring 400 kilometer väster om provinshuvudstaden Wuhan. Antalet invånare är 11 939. Befolkningen består av 5 733 kvinnor och 6 206 män. Barn under 15 år utgör 15,0 %, vuxna 15-64 år 71 %, och äldre över 65 år 12,0 %.
Runt Xiaping är det ganska tätbefolkat, med 80 invånare per kvadratkilometer. Närmaste större samhälle är Zhongying, 17,8 km sydväst om Xiaping. I omgivningarna runt Xiaping växer i huvudsak blandskog.
Genomsnittlig årsnederbörd är 1 647 millimeter. Den regnigaste månaden är september, med i genomsnitt 273 mm nederbörd, och den torraste är december, med 22 mm nederbörd.